# Ted Juggins
Eleader Juggins (15 tháng 6 năm 1882 - 17 tháng 8 năm 1966), thỉnh thoảng gọi là Ted Juggins hay Eli Juggins, là một cầu thủ bóng đá người Anh thi đấu ở vị trí thủ môn thi đấu ở Football League cho Wolverhampton Wanderers.

## Thống kê sự nghiệp
| Câu lạc bộ          | Mùa giải            | Giải quốc nội                  | Giải quốc nội | Giải quốc nội | Cúp FA  | Cúp FA    | Tổng    | Tổng      |
| Câu lạc bộ          | Mùa giải            | Hạng đấu                       | Số trận       | Bàn thắng     | Số trận | Bàn thắng | Số trận | Bàn thắng |
| ------------------- | ------------------- | ------------------------------ | ------------- | ------------- | ------- | --------- | ------- | --------- |
| Coventry City       | 1907-08             | Southern League First Division | 0             | 0             | 8       | 4         | 8       | 4         |
| Coventry City       | 1908-09             | Southern League First Division | 28            | 2             | 1       | 0         | 29      | 2         |
| Coventry City       | 1909-10             | Southern League First Division | 20            | 0             | 1       | 0         | 21      | 0         |
| Coventry City       | 1910-11             | Southern League First Division | 16            | 0             | 1       | 0         | 17      | 0         |
| Coventry City       | 1911-12             | Southern League First Division | 2             | 0             | 0       | 0         | 2       | 0         |
| Coventry City       | 1913-14             | Southern League First Division | 2             | 0             | 1       | 0         | 3       | 0         |
| Tổng cộng sự nghiệp | Tổng cộng sự nghiệp | Tổng cộng sự nghiệp            | 68            | 2             | 12      | 4         | 80      | 6         |